# شارفنسود

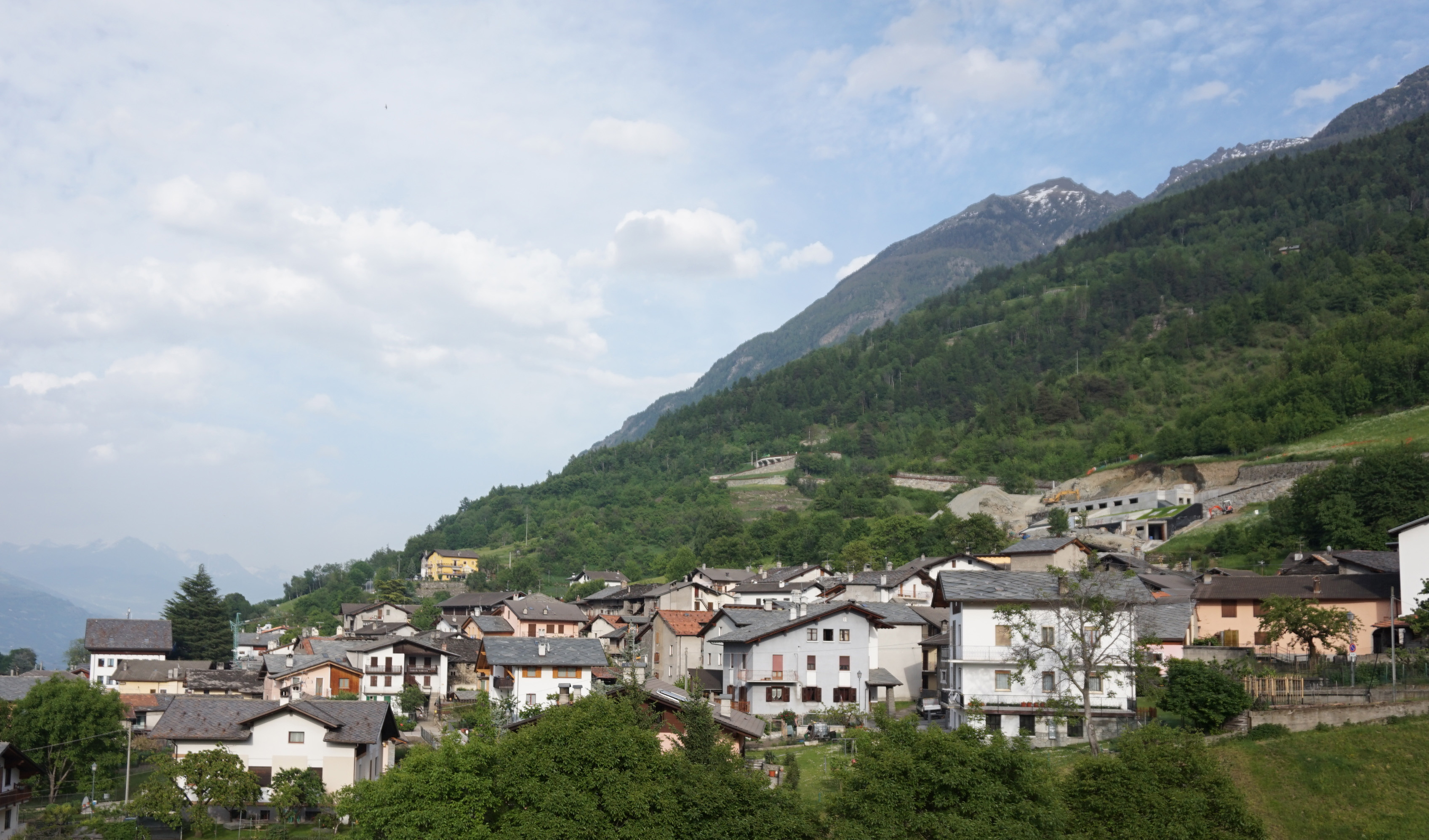
Charvensod في الربيع

شارفنسود ( فالدوتان :تسينسو أو تسارفينسو) هي كومونا في منطقة وادي أوستا في شمال غرب إيطاليا.